# Pupa alveola
Pupa alveola is een slakkensoort uit de familie van de Acteonidae. De wetenschappelijke naam van de soort is voor het eerst geldig gepubliceerd in 1863 door Souverbie.